# Serviço Internacional de Sistemas de Referência e Rotação da Terra
O Serviço Internacional de Sistemas de Referência e Rotação da Terra (em inglês:  International Earth rotation and Reference systems Service, IERS) é a organização responsável por manter padrões de referência e tempo globais, principalmente por meio de seus grupos de Parâmetro de Orientação da Terra (EOP) e de Sistema Internacional de Referência Celeste (ICRS).
Dentre outras funções o IERS é responsável pelo anúncio de segundos intercalares.
Esta organização era conhecida como Serviço Internacional de Rotação da Terra até 2 de abril de 2002 quando mudou formalmente de nome. Manteve, entretanto, a mesma sigla: IERS.
O Subescritório para Serviço Rápido e Previsões de Parâmetros de Orientação da Terra do IERS, localizado no Observatório Naval dos Estados Unidos, monitora a rotação da Terra. Parte de sua missão envolve a determinação da escala de tempo com base na rotação atual da Terra.
O escritório central do IERS situa-se no Observatório de Paris, na França.